# Leśnica (Bukowina Tatrzańska)
Leśnica  ist ein Dorf in der Landgemeinde Bukowina Tatrzańska im Powiat Tatrzański in der Woiwodschaft Kleinpolen im Süden Polens in der historischen Region Podhale. Es liegt am Gebirgsbach Leśnica. Das Dorf liegt im Gebirgszug der Pogórze Bukowińskie ungefähr zwei Kilometer nördlich von Bukowina Tatrzańska und ungefähr zwölf Kilometer nordöstlich von Zakopane. Es ist ein Skiort am Fuße der Hohen Tatra.

## Sehenswürdigkeiten
Der Ort hat keine eigene Kirche. Er gehört zur Pfarrei in Groń.  Im Ort sind mehrere Folklore-Gruppen tätig, unter anderem Zawaternik, Ślebodni und die Kapelle Janusza Pilnego.

## Tourismus
Der Name geht auf den gleichnamigen Gebirgsbach zurück. Dieser lässt sich als Waldbach übersetzten. Es geht in Leśnica ruhiger zu als in den benachbarten Skiorten Zakopane, Białka Tatrzańska oder Bukowina Tatrzańska. Die touristische Infrastruktur ist gleichwohl gut ausgebaut.

### Wintersport
Im Ort gibt es kleinere Liftanlagen.

## Galerie

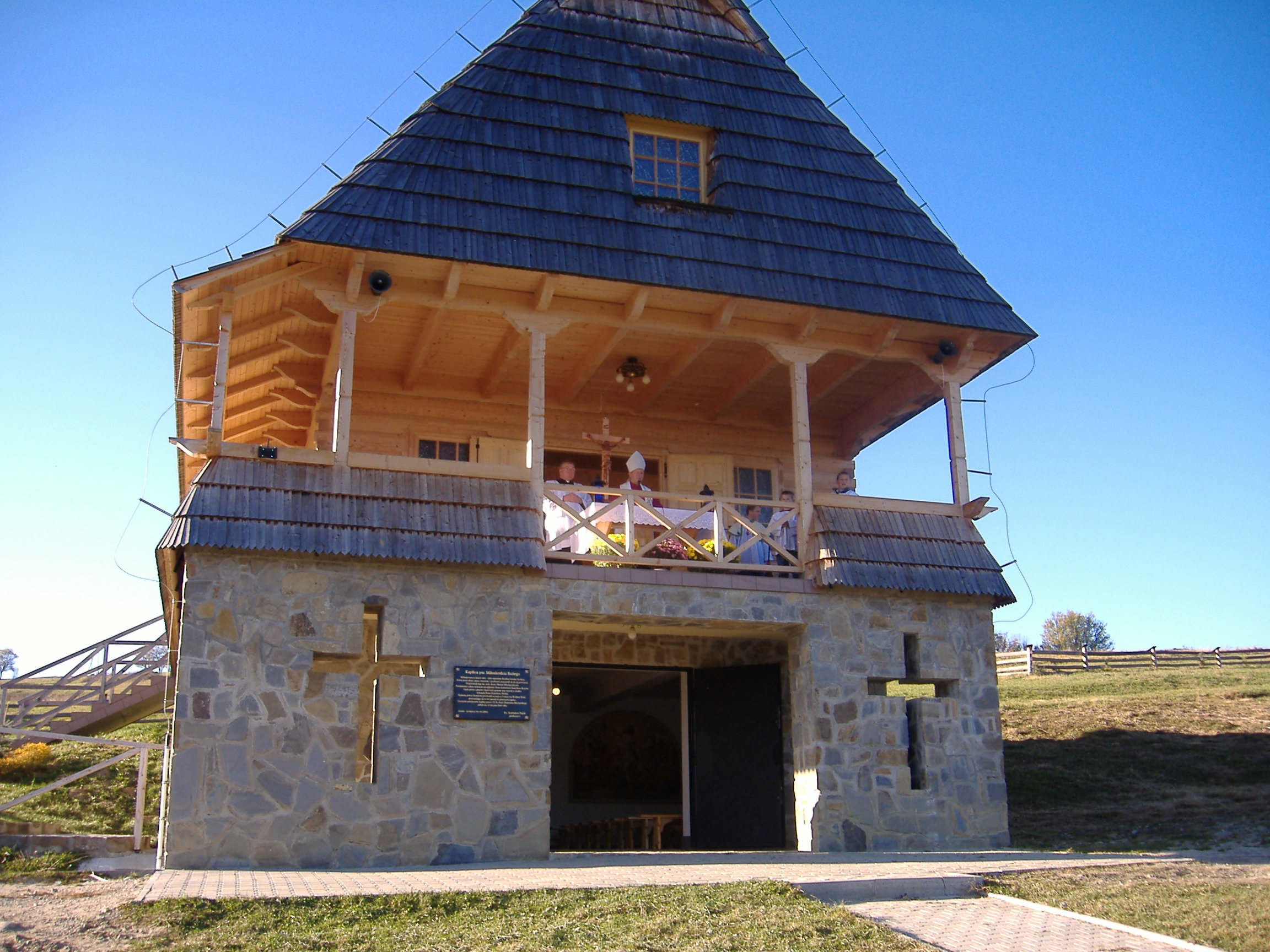
Friedhofskapelle
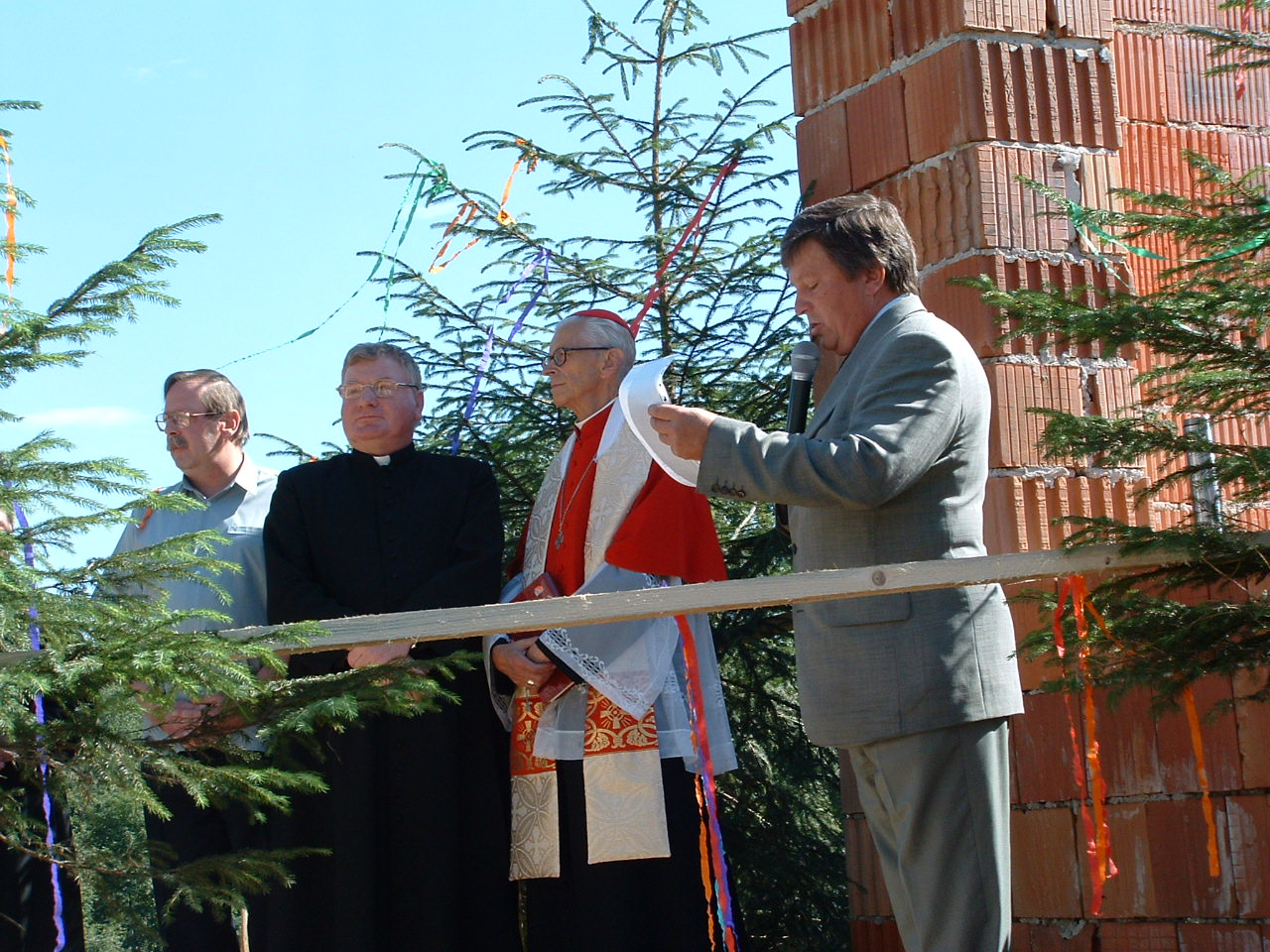
Grundsteinlegung fürs Gymnasium
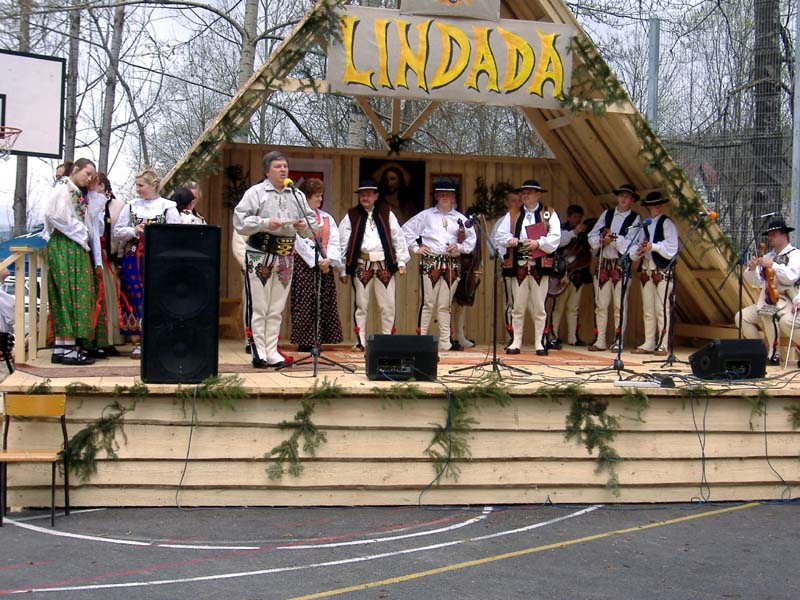
Folklorekapelle